# Xanthocephalum durangense
Xanthocephalum durangense là một loài thực vật có hoa trong họ Cúc. Loài này được M.A.Lane miêu tả khoa học đầu tiên năm 1983.